# 코넬리스 야코부스 랑겐호번

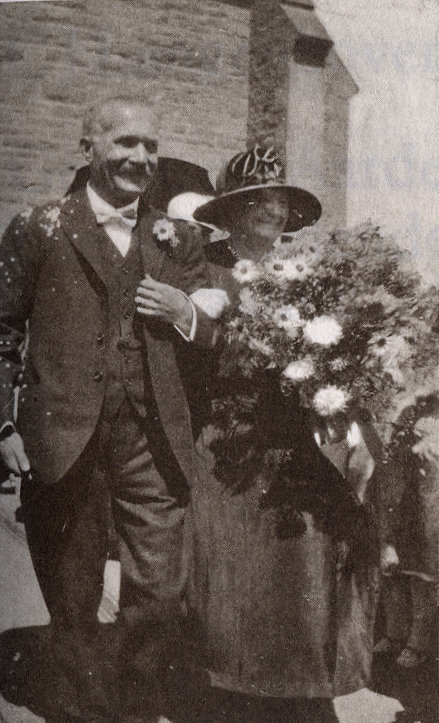

코넬리스 야코부스 랑겐호번(아프리칸스어:Cornelis Jacobus Langenhoven) (1873년 8월 13일 ~ 1932년 7월 15일), 은 남아프리카 공화국의 아프리카너 문학에서 굉장히 중요한 인물 중 하나로, 필명은 C.J. Langenhoven이며, 남아프리카인들에게 Sagmoedige Neelsie (친절한 닐시) 혹은 케르넬 Kerneels 등으로 불린다. 그의 가장 유명한 작품은 바로 남아프리카 공화국의 국가인 남아프리카의 외침(Die stem van Suid-Afrika)이다.
그는 케이프 식민지의 레디스미스에서 태어났는데, 그는 후일 오드트슈론으로 이주하여 그곳에서 유명인사가 되었다. 1897년 그는 레니 판 펠덴이라는 과부와 결혼하였다. 그들은 1901년 엥겔라라는 딸아이 하나를 낳았다. 1914년에는 의회 의원이 되었으며, 그는 아프리칸스어가 공용어로 지정되기 위해 노력하였다. 그리고 그는 새로이 창설된 아프리칸스어 신문인 디 부르거의 창설에도 참여하였다. 그는 1918년 '남아프리카의 외침'을 지어 호평을 받았으며, 1973년에는 남아프리카 우정성에서 4센트짜리 C.J. 랑겐호번 탄생 100주년 기념 우표를 발행했다.
여담으로 그는 상상속의 코끼리를 한마리 키우고 있었는데, 1929년에는 그 이름을 돌에 새기기도 했다. 그 상상의 코끼리의 이름은 헤리였는데, 랑겐호번이 그 이름을 새긴 돌을 남아프리카 공화국 정부가 기념비로 지정하였다.